# Grace (álbum de Tasha Cobbs Leonard)
Grace es el álbum debut de estudio de la cantante y compositora estadounidense de música góspel, Tasha Cobbs Leonard, publicado el 5 de febrero de 2013 por EMI Góspel. Cobbs ganó el Premio Grammy a la mejor interpretación gospel/música cristiana contemporánea por el sencillo «Break Every Chain», en la 56.ª entrega de los Premios Grammy. El álbum alcanzó la posición número uno en el Billboard Gospel Albums y la posición 61 en el Billboard 200. Al año 2006, cerca de 200.000 copias han sido vendidas en Estados Unidos.[cita requerida]

## Listado de canciones
| N.º | Título                                                    | Duración |  |
| 1.  | «Get Up»                                                  | 5:15     |  |
| 2.  | «Love You Forever»                                        | 6:06     |  |
| 3.  | «Happy»                                                   | 5:18     |  |
| 4.  | «For Your Glory»                                          | 6:46     |  |
| 5.  | «Grace»                                                   | 6:09     |  |
| 6.  | «Smile»                                                   | 5:47     |  |
| 7.  | «Break Every Chain» (con Timiney Figueroa (Live Version)) | 8:18     |  |
| 8.  | «Confidence»                                              | 6:14     |  |
| 9.  | «Greater»                                                 | 5:21     |  |
| 10. | «Ahh»                                                     | 5:33     |  |